# Douglas-Gletscher (Washington)
Der Douglas-Gletscher ist ein Gletscher an den Südost-Hängen des Mount Logan im North Cascades National Park im US-Bundesstaat Washington. Der Gletscher ist etwa 0,75 mi (1 km) lang, aber mehr als 1,5 mi (2 km) breit und fließt von gerade unterhalb des Gipfels des Mount Logan bis auf eine Höhe von 6.400 ft (1.951 m) herab, wo er in einem Eissturz und auf blankem Fels endet.